# BAFTA a la millor pel·lícula en llengua no anglesa
El BAFTA a la millor pel·lícula en llengua no anglesa (BAFTA Award for Best Film Not in the English Language) és un dels premis BAFTA atorgats per la British Academy of Film and Television Arts (BAFTA) en una cerimònia anual des de 1983, en reconeixement de la millors pel·lícules rodades en idiomes que no siguin l'anglès.
Fins al 1991 va ser conegut com el BAFTA a la millor pel·lícula en llengua estrangera (BAFTA Award for Best Foreign Language Film). Abans d'això, les pel·lícules enregistrades en un idioma diferent de l'anglès eren sovint reconegudes en la categoria BAFTA a la millor pel·lícula, coneguda entre 1949 i 1969 com a Millor pel·lícula de qualsevol procedència (Best Film from any Source).

## Guanyadors i nominats
Els anys indicats són aquells en què es va celebrar la cerimònia, que té lloc l'any següent de l'estrena de les pel·lícules en qüestió.

### Dècada del 1980
| Any  | Pel·lícula                                              | Direcció             | Producció                                                   | País                                |
| ---- | ------------------------------------------------------- | -------------------- | ----------------------------------------------------------- | ----------------------------------- |
| 1983 | Crist s'ha aturat a Èboli (Cristo si è fermato a Eboli) | Francesco Rosi       | Nicola Carraro, Franco Cristaldi                            | Itàlia França                       |
| 1983 | Das Boot                                                | Wolfgang Petersen    | Günter Rohrbach                                             | Alemanya Occidental                 |
| 1983 | Diva                                                    | Jean-Jacques Beineix | Claudie Ossard, Irène Silberman, Serge Silberman            | França                              |
| 1983 | Fitzcarraldo                                            | Werner Herzog        | Werner Herzog, Willi Segler, Lucki Stipetić                 | Alemanya Occidental Perú            |
| 1984 | Danton                                                  | Andrzej Wajda        | Margaret Ménégoz, Barbara Pec-Slesicka                      | França Polònia                      |
| 1984 | Vivement dimanche !                                     | François Truffaut    | Armand Barbault, François Truffaut                          | França                              |
| 1984 | Fanny i Alexander (Fanny och Alexander)                 | Ingmar Bergman       | Jörn Donner                                                 | Suècia                              |
| 1984 | La Traviata                                             | Franco Zeffirelli    | Tarak Ben Ammar                                             | Itàlia                              |
| 1985 | Carmen                                                  | Carlos Saura         | Emiliano Piedra                                             | Espanya                             |
| 1985 | Le Retour de Martin Guerre                              | Daniel Vigne         | Daniel Vigne                                                | França                              |
| 1985 | L’amor de Swann (Un amour de Swann)                     | Volker Schlöndorff   | Eberhard Junkersdorf, Margaret Ménégoz                      | França Alemanya Occidental          |
| 1985 | Un dimanche à la campagne                               | Bertrand Tavernier   | Bertrand Tavernier, Alain Sarde                             | França                              |
| 1986 | Oberst Redl                                             | István Szabó         | Manfred Durniok                                             | Alemanya Occidental Hongria Àustria |
| 1986 | Carmen                                                  | Francesco Rosi       | Patrice Ledoux                                              | França Itàlia                       |
| 1986 | Dim Sum: A Little Bit of Heart                          | Wayne Wang           | Tom Sternberg, Wayne Wang, Danny Yung                       | Estats Units                        |
| 1986 | Subway                                                  | Luc Besson           | Luc Besson, François Ruggieri                               | França                              |
| 1987 | Ran                                                     | Akira Kurosawa       | Serge Silberman, Masato Hara                                | Japó                                |
| 1987 | 37°2 le matin                                           | Jean-Jacques Beineix | Jean-Jacques Beineix                                        | França                              |
| 1987 | Ginger e Fred                                           | Federico Fellini     | Alberto Grimaldi                                            | Itàlia França Alemanya Occidental   |
| 1987 | Otello                                                  | Franco Zeffirelli    | Yoram Globus, Menahem Golan                                 | Itàlia                              |
| 1988 | Sacrifici (Offret)                                      | Andrei Tarkovsky     | Anna-Lena Wibom                                             | Suècia Regne Unit França            |
| 1988 | Jean de Florette                                        | Claude Berri         | Pierre Grunstein, Alain Poiré                               | França                              |
| 1988 | La meva vida de gos (Mitt liv som hund)                 | Lasse Hallström      | Waldemar Bergendahl                                         | Suècia                              |
| 1988 | Manon des sources                                       | Claude Berri         | Pierre Grunstein, Alain Poiré                               | França                              |
| 1989 | El festí de Babette (Babettes Gæstebud)                 | Gabriel Axel         | Just Betzer, Bo Christensen, Benni Korzen, Pernille Siesbye | Dinamarca                           |
| 1989 | Au revoir les enfants                                   | Louis Malle          | Louis Malle                                                 | França Alemanya Occidental          |
| 1989 | Ulls negres (Очи чёрные)                                | Nikita Mikhalkov     | Carlo Cucchi                                                | Itàlia URSS                         |
| 1989 | Der Himmel über Berlin                                  | Wim Wenders          | Anatole Dauman                                              | Alemanya Occidental                 |

### Dècada del 1990
| Any  | Pel·lícula                                                  | Direcció                      | Producció                                                                | País                        |
| ---- | ----------------------------------------------------------- | ----------------------------- | ------------------------------------------------------------------------ | --------------------------- |
| 1990 | La vida i res més (La Vie et rien d'autre)                  | Bertrand Tavernier            | Frédéric Bourboulon, Albert Prévost, René Cleitman                       | França                      |
| 1990 | Pelle, el conqueridor (Pelle Erobreren)                     | Bille August                  | Per Holst                                                                | Dinamarca Suècia            |
| 1990 | Salaam Bombay!                                              | Mira Nair                     | Gabriel Auer, Mira Nair                                                  | Índia                       |
| 1990 | Mujeres al borde de un ataque de nervios                    | Pedro Almodóvar               | Agustín Almodóvar                                                        | Espanya                     |
| 1991 | Cinema Paradiso (Nuovo Cinema Paradiso)                     | Giuseppe Tornatore            | Franco Cristaldi, Giovanna Romagnoli                                     | Itàlia                      |
| 1991 | Jésus de Montréal                                           | Denys Arcand                  | Roger Frappier, Pierre Gendron, Monique Létourneau                       | Canadà França               |
| 1991 | Milou en mai                                                | Louis Malle                   | Louis Malle, Vincent Malle                                               | França                      |
| 1991 | Mama, hi ha un home blanc al teu llit (Romuald et Juliette) | Coline Serreau                | Jean-Louis Piel, Philippe Carcassonne                                    | França                      |
| 1992 | Das schreckliche Mädchen                                    | Michael Verhoeven             | Michael Senftleben                                                       | Alemanya Occidental         |
| 1992 | Cyrano de Bergerac                                          | Jean-Paul Rappeneau           | René Cleitman, Michel Seydoux, André Szots                               | França                      |
| 1992 | El marit de la perruquera (Le Mari de la coiffeuse)         | Patrice Leconte               | Thierry de Ganay                                                         | França                      |
| 1992 | Toto le héros                                               | Jaco Van Dormael              | Pierre Drouot, Dany Geys, Luciano Gloor                                  | Bèlgica França Alemanya     |
| 1993 | Raise the Red Lantern (Dà Hóng Dēnglóng Gāogāo Guà)         | Zhang Yimou                   | Hou Hsiao-hsien, Chiu Fu-sheng                                           | Xina Hong Kong Taiwan       |
| 1993 | Les Amants du Pont-Neuf                                     | Leos Carax                    | Christian Fechner                                                        | França                      |
| 1993 | Delicatessen                                                | Jean-Pierre Jeunet, Marc Caro | Claudie Ossard                                                           | França                      |
| 1993 | Europa Europa (Hitlerjunge Salomon)                         | Agnieszka Holland             | Artur Brauner, Margaret Ménégoz                                          | Alemanya França Polònia     |
| 1994 | Adéu a la meva concubina (Bàwáng Bié Jī)                    | Chen Kaige                    | Hsu Feng                                                                 | Xina Hong Kong              |
| 1994 | Un cor a l'hivern (Un cœur en hiver)                        | Claude Sautet                 | Jean-Louis Livi, Philippe Carcassonne                                    | França                      |
| 1994 | Como agua para chocolate                                    | Alfonso Arau                  | Alfonso Arau                                                             | Mèxic                       |
| 1994 | Indoxina (Indochine)                                        | Régis Wargnier                | Eric Heumann, Jean Labadie                                               | França                      |
| 1995 | To Live (Huózhe)                                            | Zhang Yimou                   | Chiu Fu-sheng                                                            | Xina                        |
| 1995 | Tres colors: Vermell (Trois couleurs : Rouge)               | Krzysztof Kieślowski          | Marin Karmitz                                                            | França Polònia              |
| 1995 | Eat Drink Man Woman (Yǐn shí nán nǚ)                        | Ang Lee                       | Hsu Li-kong                                                              | Taiwan Estats Units         |
| 1995 | Belle Époque                                                | Fernando Trueba               | Andrés Vicente Gómez                                                     | Espanya                     |
| 1996 | Il postino                                                  | Michael Radford               | Mario Cecchi Gori, Vittorio Cecchi Gori, Gaetano Daniele                 | Itàlia                      |
| 1996 | Els miserables (Les Misérables)                             | Claude Lelouch                | Claude Lelouch                                                           | França                      |
| 1996 | Cremat pel sol (Utomliónnie sólntsem)                       | Nikita Mikhalkov              | Leonid Vereshchagin, Armand Barbault, Nikita Mikhalkov, Michel Seydoux   | Rússia                      |
| 1996 | La reina Margot (La Reine Margot)                           | Patrice Chéreau               | Pierre Grunstein, Claude Berri                                           | França Itàlia Alemanya      |
| 1997 | Ridícul (Ridicule)                                          | Patrice Leconte               | Frédéric Brillion, Philippe Carcassonne, Gilles Legrand                  | França                      |
| 1997 | Antonia                                                     | Marleen Gorris                | Gerard Cornelisse, Hans de Weers, Hans de Wolf                           | Països Baixos               |
| 1997 | Kolja                                                       | Jan Svěrák                    | Eric Abraham, Jan Svěrák                                                 | República Txeca             |
| 1997 | Nelly et Monsieur Arnaud                                    | Claude Sautet                 | Antoine Gannagé, Alain Sarde                                             | França                      |
| 1998 | L'Appartement                                               | Gilles Mimouni                | Georges Benayoun                                                         | França                      |
| 1998 | Amor en temps de guerra (Lucie Aubrac)                      | Claude Berri                  | Pierre Grunstein                                                         | França                      |
| 1998 | Ma vie en rose                                              | Alain Berliner                | Carole Scotta                                                            | França Bèlgica              |
| 1998 | La lección de tango                                         | Sally Potter                  | Christopher Sheppard Oscar Kramer                                        | Argentina Regne Unit França |
| 1999 | Central do Brasil                                           | Walter Salles                 | Arthur Cohn, Martine de Clermont-Tonnerre, Robert Redford, Walter Salles | Brasil                      |
| 1999 | Carne trémula                                               | Pedro Almodóvar               | Agustín Almodóvar                                                        | Espanya                     |
| 1999 | La vida és bella (La vita è bella)                          | Roberto Benigni               | Elda Ferri, Gianluigi Braschi                                            | Itàlia                      |
| 1999 | Le Bossu                                                    | Philippe de Broca             | Patrick Godeau                                                           | França                      |

### Dècada del 2000
| Any  | Pel·lícula                                                                  | Direcció                          | Producció                                                                               | País                               |
| ---- | --------------------------------------------------------------------------- | --------------------------------- | --------------------------------------------------------------------------------------- | ---------------------------------- |
| 2000 | Todo sobre mi madre                                                         | Pedro Almodóvar                   | Agustín Almodóvar                                                                       | Espanya                            |
| 2000 | Buena Vista Social Club                                                     | Wim Wenders                       | Ulrich Felsberg, Deepak Nayar                                                           | Alemanya Cuba Estats Units         |
| 2000 | Festen                                                                      | Thomas Vinterberg                 | Birgitte Hald, Morten Kaufmann                                                          | Dinamarca                          |
| 2000 | Lola rennt                                                                  | Tom Tykwer                        | Stefan Arndt                                                                            | Alemanya                           |
| 2001 | Tigre i drac (Crouching Tiger, Hidden Dragon / Wò hǔ cáng lóng)             | Ang Lee                           | Hsu Li-kong, William Kong, Ang Lee                                                      | Taiwan Xina Hong Kong              |
| 2001 | La Fille sur le pont                                                        | Patrice Leconte                   | Christian Fechner                                                                       | França                             |
| 2001 | Desitjant estimar (In the Mood for Love / Huāyàng niánhuá)                  | Wong Kar-wai                      | Wong Kar-wai                                                                            | Hong Kong                          |
| 2001 | Harry, un amic que us estima (Harry, un ami qui vous veut du bien)          | Dominik Moll                      | Michel Saint-Jean                                                                       | França                             |
| 2001 | Malèna                                                                      | Giuseppe Tornatore                | Bob Weinstein, Harvey Weinstein, Carlo Bernasconi                                       | Itàlia                             |
| 2002 | Amores perros                                                               | Alejandro González Iñárritu       | Alejandro González Iñárritu                                                             | Mèxic                              |
| 2002 | Amélie (Le Fabuleux Destin d'Amélie Poulain)                                | Jean-Pierre Jeunet                | Jean-Marc Deschamps, Claudie Ossard                                                     | França                             |
| 2002 | Abril Despedaçado                                                           | Walter Salles                     | Arthur Cohn                                                                             | Brasil                             |
| 2002 | Les noces del monsó (Monsoon Wedding)                                       | Mira Nair                         | Caroline Baron, Mira Nair                                                               | Índia                              |
| 2002 | La pianista (La Pianiste)                                                   | Michael Haneke                    | Veit Heiduschka                                                                         | França Àustria Alemanya            |
| 2003 | Hable con ella                                                              | Pedro Almodóvar                   | Agustín Almodóvar                                                                       | Espanya                            |
| 2003 | Cidade de Deus                                                              | Fernando Meirelles, Kátia Lund    | Andrea Barata Ribeiro, Mauricio Andrade Ramos                                           | Brasil                             |
| 2003 | Devdas                                                                      | Sanjay Leela Bhansali             | Bharat Shah                                                                             | Índia                              |
| 2003 | The Warrior                                                                 | Asif Kapadia                      | Bertrand Faivre                                                                         | Regne Unit Índia                   |
| 2003 | Y tu mamá también                                                           | Alfonso Cuarón                    | Alfonso Cuarón, Jorge Vergara                                                           | Mèxic                              |
| 2004 | In This World                                                               | Michael Winterbottom              | Andrew Eaton, Anita Overland                                                            | Regne Unit                         |
| 2004 | Les Invasions barbares                                                      | Denys Arcand                      | Daniel Louis, Denise Robert                                                             | Canadà                             |
| 2004 | Good Bye, Lenin!                                                            | Wolfgang Becker                   | Stefan Arndt                                                                            | Alemanya                           |
| 2004 | El viatge de Chihiro (Sen to Chihiro no Kamikakushi)                        | Hayao Miyazaki                    | Toshio Suzuki                                                                           | Japó                               |
| 2004 | Être et avoir                                                               | Nicolas Philibert                 | Gilles Sandoz                                                                           | França                             |
| 2004 | Les Triplettes de Belleville                                                | Sylvain Chomet                    | Adam Adler, Didier Brunner, Viviane Vanfleteren                                         | França Canadà                      |
| 2005 | Diarios de motocicleta                                                      | Walter Salles                     | Michael Nozik, Edgard Tenenbaum, Karen Tenkhoff                                         | Argentina Brasil                   |
| 2005 | La mala educación                                                           | Pedro Almodóvar                   | Agustín Almodóvar, Pedro Almodóvar                                                      | Espanya                            |
| 2005 | Les Choristes                                                               | Christophe Barratier              | Arthur Cohn, Nicolas Mauvernay, Jacques Perrin                                          | França                             |
| 2005 | La casa de les dagues voladores (House of Flying Daggers / Shí miàn mái fú) | Zhang Yimou                       | William Kong, Zhang Yimou                                                               | Xina Hong Kong                     |
| 2005 | Llarg diumenge de festeig (Un long dimanche de fiançailles)                 | Jean-Pierre Jeunet                | Jean-Pierre Jeunet                                                                      | França Estats Units                |
| 2006 | De tant bategar se m'ha parat el cor (De battre mon cœur s'est arrêté)      | Jacques Audiard                   | Pascal Caucheteux                                                                       | França                             |
| 2006 | Bon Nadal (Joyeux Noël)                                                     | Christian Carion                  | Benjamin Herrmann, Christophe Rossignon                                                 | França Regne Unit Alemanya Bèlgica |
| 2006 | Kung Fu Hustle (Gūng Fū)                                                    | Stephen Chow                      | Stephen Chow, Po Chu Chui, Jeffrey Lau                                                  | Hong Kong Xina                     |
| 2006 | Le Grand Voyage                                                             | Ismaël Ferrouhki                  | Humbert Balsan                                                                          | França Marroc                      |
| 2006 | Tsotsi                                                                      | Gavin Hood                        | Peter Fudakowski                                                                        | Sud-àfrica                         |
| 2007 | El laberinto del fauno                                                      | Guillermo del Toro                | Guillermo del Toro, Bertha Navarro, Alfonso Cuarón, Frida Torresblanco, Álvaro Augustin | Espanya Mèxic                      |
| 2007 | Apocalypto                                                                  | Mel Gibson                        | Mel Gibson, Bruce Davey                                                                 | Estats Units                       |
| 2007 | El llibre negre (Zwartboek)                                                 | Paul Verhoeven                    | Jeroen Beker, San Fu Maltha, Teun Hilte, Jens Meurer, Frans van Gestel                  | Països Baixos Alemanya Bèlgica     |
| 2007 | Rang De Basanti                                                             | Rakeysh Omprakash Mehra           | Rakeysh Omprakash Mehra, Ronnie Screwvala                                               | Índia                              |
| 2007 | Volver                                                                      | Pedro Almodóvar                   | Agustín Almodóvar, Esther García                                                        | Espanya                            |
| 2008 | La vida dels altres (Das Leben der Anderen)                                 | Florian Henckel von Donnersmarck  | Quirin Berg, Max Wiedemann                                                              | Alemanya                           |
| 2008 | L'escafandre i la papallona (Le Scaphandre et le Papillon)                  | Julian Schnabel                   | Kathleen Kennedy, Jon Kilik                                                             | França                             |
| 2008 | The Kite Runner                                                             | Marc Forster                      | William Horberg, Walter F. Parkes, Rebecca Yeldham, E. Bennett Walsh                    | Estats Units                       |
| 2008 | La vida en rosa (La Môme)                                                   | Olivier Dahan                     | Alain Goldman                                                                           | França Regne Unit República Txeca  |
| 2008 | Lust, Caution (Sè, Jiè)                                                     | Ang Lee                           | Ang Lee, William Kong, James Schamus                                                    | Taiwan Xina Estats Units           |
| 2009 | Il y a longtemps que je t'aime                                              | Philippe Claudel                  | Sylvestre Guarino, Yves Marmion                                                         | França                             |
| 2009 | RAF: Facció de l'Exèrcit Roig (Der Baader Meinhof Komplex)                  | Uli Edel                          | Bernd Eichinger                                                                         | Alemanya                           |
| 2009 | Gomorra                                                                     | Matteo Garrone                    | Domenico Procacci                                                                       | Itàlia                             |
| 2009 | Persèpolis (Persepolis)                                                     | Marjane Satrapi Vincent Paronnaud | Xavier Rigault, Marc-Antoine Robert                                                     | França Estats Units                |
| 2009 | Vals Im Bashir                                                              | Ari Folman                        | Ari Folman, Serge Lalou, Gerhard Meixner, Yael Nahlieli, Roman Paul                     | Israel                             |

### Dècada del 2010
| Any  | Pel·lícula                                                                      | Direcció                              | Producció | País                  |
| ---- | ------------------------------------------------------------------------------- | ------------------------------------- | --- | --------------------- |
| 2010 | Un profeta (Un prophète)                                                        | Jacques Audiard                       | Lauranne Bourrachot, Martine Cassinelli, Pascal Caucheteux, Marco Cherqui                                      | França                |
| 2010 | Los abrazos rotos                                                               | Pedro Almodóvar                       | Agustín Almodóvar, Esther García                                                                               | Espanya               |
| 2010 | Coco, de la rebel·lia a la llegenda de Chanel (Coco avant Chanel)               | Anne Fontaine                         | Simon Arnal, Caroline Benjo, Philippe Carcassonne, Carole Scotta                                               | França Bèlgica        |
| 2010 | Deixa'm entrar (Låt den rätte komma in)                                         | Tomas Alfredson                       | Carl Molinder, John Nordling                                                                                   | Suècia                |
| 2010 | Das weiße Band                                                                  | Michael Haneke                        | Stefan Arndt, Michael Katz, Veit Heiduschka, Margaret Ménégoz, Andrea Occhipinti                               | Alemanya Àustria      |
| 2011 | Els homes que no estimaven les dones (Män som hatar kvinnor)                    | Niels Arden Oplev                     | Søren Stærmose                                                                                                 | Suècia                |
| 2011 | Jo sóc l'amor (Io sono l'amore)                                                 | Luca Guadagnino                       | Luca Guadagnino, Tilda Swinton, Francesco Melzi d'Eril, Marco Morabito, Alessandro Usai, Massimiliano Violante | Itàlia                |
| 2011 | Biutiful                                                                        | Alejandro González Iñárritu           | Alejandro González Iñárritu, Jon Kilik, Fernando Bovaira, Ann Ruark, Sandra Hermida                            | Mèxic Espanya         |
| 2011 | De déus i homes (Des hommes et des dieux)                                       | Xavier Beauvois                       | Pascal Caucheteux, Étienne Comar, Grégoire Sorlat                                                              | França                |
| 2011 | El secreto de sus ojos                                                          | Juan José Campanella                  | Juan José Campanella, Mariela Besuievski                                                                       | Argentina             |
| 2012 | La piel que habito                                                              | Pedro Almodóvar                       | Agustín Almodóvar, Esther García                                                                               | Espanya               |
| 2012 | Incendies                                                                       | Denis Villeneuve                      | Luc Déry, Kim McCraw                                                                                           | Canadà                |
| 2012 | Pina                                                                            | Wim Wenders                           | Wim Wenders, Gian-Piero Ringel                                                                                 | Alemanya              |
| 2012 | Potiche                                                                         | François Ozon                         | Eric Altmeyer, Nicolas Altmeyer                                                                                | França                |
| 2012 | Nader i Simin, una separació (Jodaí-e Nadér az Simín)                           | Asghar Farhadi                        | Asghar Farhadi                                                                                                 | Iran                  |
| 2013 | Amor (Amor)                                                                     | Michael Haneke                        | Margaret Ménégoz, Stefan Arndt, Veit Heiduschka i Michael Katz                                                 | França Àustria        |
| 2013 | Headhunters (Hodejegerne)                                                       | Morten Tyldum                         | Marianne Gray, Asle Vatn                                                                                       | Noruega               |
| 2013 | Jagten                                                                          | Thomas Vinterberg                     | Morten Kaufmann, Sisse Graum Jørgensen, Thomas Vinterberg                                                      | Dinamarca             |
| 2013 | De rovell i d'os (De rouille et d'os)                                           | Jacques Audiard                       | Jacques Audiard, Martine Cassinelli, Pascal Caucheteux, Alix Raynaud                                           | França Bèlgica        |
| 2013 | Intocable (Intouchables)                                                        | Olivier Nakache i Éric Toledano       | Nicolas Duval Adassovsky, Yann Zenou, Laurent Zeitoun                                                          | França                |
| 2014 | La grande bellezza                                                              | Paolo Sorrentino                      | Nicola Giuliano, Francesca Cima, Fabio Conversi                                                                | Itàlia França         |
| 2014 | The Act of Killing                                                              | Joshua Oppenheimer                    | Signe Byrge Sørensen                                                                                           | Dinamarca             |
| 2014 | La vida d'Adèle (La Vie d'Adèle : Chapitres 1 et 2)                             | Abdellatif Kechiche                   | Abdellatif Kechiche, Brahim Chioua, Vincent Maraval                                                            | França Bèlgica        |
| 2014 | Metro Manila                                                                    | Sean Ellis                            | Mathilde Charpentier, Sean Ellis                                                                               | Regne Unit Filipines  |
| 2014 | Oujda (Wadjda / Ūjda)                                                           | Haifaa Al-Mansour                     | Gerhard Meixner, Roman Paul                                                                                    | Saudi Arabia          |
| 2015 | Ida                                                                             | Pawel Pawlikowski                     | Eric Abraham, Piotr Dzięcioł, Ewa Puszczyńska                                                                  | Polònia               |
| 2015 | Leviatan (Leviafan)                                                             | Andrei Zviàguintsev                   | Alexander Rodnyansky, Sergey Melkumov                                                                          | Rússia                |
| 2015 | The Lunchbox                                                                    | Ritesh Batra                          | Anurag Kashyap, Guneet Monga, Arun Rangachari                                                                  | Índia                 |
| 2015 | Trash                                                                           | Stephen Daldry                        | Tim Bevan, Eric Fellner, Kris Thykier                                                                          | Regne Unit Brasil     |
| 2015 | Dos dies, una nit (Deux jours, une nuit)                                        | Jean-Pierre Dardenne and Luc Dardenne | Jean-Pierre Dardenne and Luc Dardenne, Denis Freyd                                                             | Bèlgica França        |
| 2016 | Relatos salvajes                                                                | Damián Szifron                        | Agustín Almodóvar, Pedro Almodóvar, Esther García, Matías Mosteirín, Hugo Sigman                               | Argentina Espanya     |
| 2016 | The Assassin (Ci ke Nie Yin Niang)                                              | Hou Hsiao-hsien                       | Wen-Ying Huang                                                                                                 | Taiwan Xina Hong Kong |
| 2016 | Força major (Turist)                                                            | Ruben Östlund                         | Erik Hemmendorff, Marie Kjellson, Philippe Bober                                                               | Suècia França Noruega |
| 2016 | Theeb                                                                           | Naji Abu Nowar                        | Bassel Ghandour, Rupert Lloyd                                                                                  | Jordània Regne Unit   |
| 2016 | Timbuktu                                                                        | Abderrahmane Sissako                  | Étienne Comar, Sylvie Pialat                                                                                   | Mauritània França     |
| 2017 | Saul fia                                                                        | László Nemes                          | Gábor Sipos, Gábor Rajna                                                                                       | Hongria               |
| 2017 | Dheepan                                                                         | Jacques Audiard                       | Pascal Caucheteux                                                                                              | França                |
| 2017 | Julieta                                                                         | Pedro Almodóvar                       | Agustín Almodóvar, Pedro Almodóvar, Esther García                                                              | Espanya               |
| 2017 | Mustang                                                                         | Deniz Gamze Ergüven                   | Charles Gillibert                                                                                              | Turquia França        |
| 2017 | Toni Erdmann                                                                    | Maren Ade                             | Maren Ade, Jonas Dornbach, Janine Jackowski, Michel Merkt                                                      | Alemanya Àustria      |
| 2018 | La donzella (Agassi)                                                            | Park Chan-wook                        | Park Chan-wook, Syd Lim                                                                                        | Corea del Sud         |
| 2018 | Elle                                                                            | Paul Verhoeven                        | Saïd Ben Saïd, Michel Merkt                                                                                    | França                |
| 2018 | First They Killed My Father (Moun dambaung Khmer Krahm samleab ba robsa khnhom) | Angelina Jolie                        | Angelina Jolie, Ted Sarandos, Michael Vieira                                                                   | Cambodja Estats Units |
| 2018 | Neliúbov                                                                        | Andrei Zviàguintsev                   | Alexander Rodnyansky, Sergey Melkumov, Gleb Fetisov                                                            | Rússia                |
| 2018 | Forushande (The Salesman / Forušande)                                           | Asghar Farhadi                        | Alexandre Mallet-Guy, Asghar Farhadi                                                                           | Iran                  |
| 2019 | Roma                                                                            | Alfonso Cuarón                        | Alfonso Cuarón, Gabriela Rodríguez, Nicolás Celis                                                              | Mèxic                 |
| 2019 | Cafarnaüm (Capernaum / Kafarnāḥūm)                                              | Nadine Labaki                         | Michel Merkt, Khaled Mouzanar                                                                                  | Líban                 |
| 2019 | Guerra freda (Zimna wojna)                                                      | Paweł Pawlikowski                     | Tanya Seghatchian, Ewa Puszczyńska                                                                             | Polònia França        |
| 2019 | Dogman                                                                          | Matteo Garrone                        | Matteo Garrone, Jeremy Thomas, Paolo Del Brocco, Jean Labadie                                                  | Itàlia                |
| 2019 | Un assumpte de família (Shoplifters / Manbiki Kazoku)                           | Hirokazu Kore-eda                     | Matsuzaki Kaoru, Hijiri Taguchi, Akihiko Yose                                                                  | Japó                  |

### Dècada del 2020
| Any                                          | Pel·lícula                                                      | Direcció | Producció | País                 |
| -------------------------------------------- | --------------------------------------------------------------- | --- | --- | -------------------- |
| 2020                                         | Paràsits (Parasite / Gisaengchung)                              | Bong Joon-ho | Bong Joon-ho, Kwak Sin-ae, Moon Yang-kwon, Jang Young-hwan                                                                   | Corea del Sud        |
| 2020                                         | The Farewell                                                    | Lulu Wang | Lulu Wang, Daniele Tate Melia, Anita Gou, Jane Zheng                                                                         | Estats Units         |
| 2020                                         | For Sama (min ʾajl Samā)                                        | Waad Al-Kateab, Edward Watts | Waad Al-Kateab | Síria Regne Unit     |
| 2020                                         | Dolor y gloria                                                  | Pedro Almodóvar | Agustín Almodóvar, Esther García, Ricardo Marco Budé, Ignacio Salazar-Simpson                                                | Espanya              |
| 2020                                         | Retrat d'una dona en flames (Portrait de la jeune fille en feu) | Céline Sciamma | Bénédicte Couvreur | França               |
| 2021                                         | Una altra ronda (Druk)                                          | Thomas Vinterberg | Sisse Graum Jørgensen, Kasper Dissing                                                                                        | Dinamarca            |
| 2021                                         | Dear Comrades! (Dorogie tovarishchi!)                           | Andrei Konchalovsky | Andrei Konchalovsky, Olesya Gidrat, Alisher Usmanov                                                                          | Rússia               |
| 2021                                         | Els miserables (Les Misérables)                                 | Ladj Ly | Toufik Ayadi, Christophe Barral                                                                                              | França               |
| 2021                                         | Minari: Història de la meva família (Minari)                    | Lee Isaac Chung | Dede Gardner, Jeremy Kleiner, Christina Oh                                                                                   | Estats Units         |
| 2021                                         | Quo Vadis, Aida?                                                | Jasmila Žbanić | Damir Ibrahimović, Jasmila Žbanić                                                                                            | Bòsnia i Hercegovina |
| 2022                                         | Drive My Car (Doraibu mai kā)                                   | Ryusuke Hamaguchi | Tsuyoshi Gorô, Misaki Kawamura, Osamu Kubota, Sachio Matsushita, Yoshito Nakabe, Keiji Okumura, Jin Suzuki, Akihisa Yamamoto | Japó                 |
| 2022                                         | È stata la mano di Dio                                          | Paolo Sorrentino | Paolo Sorrentino, Lorenzo Mieli                                                                                              | Itàlia               |
| 2022                                         | Madres paralelas                                                | Pedro Almodóvar | Pedro Almodóvar, Agustín Almodóvar, Esther García                                                                            | Espanya              |
| 2022                                         | Petite Maman                                                    | Céline Sciamma | Bénédicte Couvreur | França               |
| 2022                                         | The Worst Person in the World (Verdens verste menneske)         | Joachim Trier | Andrea Berentsen Ottmar, Thomas Robsahm                                                                                      | Noruega              |
| 2023                                         |                                                                 | | |                      |
| Res de nou a l'oest (Im Westen nichts Neues) | Edward Berger                                                   | Edward Berger, Malte Grunert | Alemanya |                      |
| Argentina, 1985                              | Santiago Mitre                                                  | Axel Kuschevatzky, Federico Posternak, Agustina Llambi-Campbell, Ricardo Darín, Santiago Mitre, Santiago Carabante, Chino Darín, Victoria Alonso | Argentina |                      |
| L'emperadriu rebel (Corsage)                 | Marie Kreutzer                                                  | Marie Kreutzer | Àustria Alemanya Luxembourg França                                                                                           |                      |
| Decision to Leave (Heeojil gyeolsim)         | Park Chan-wook                                                  | Park Chan-wook and Ko Dae-seok | Corea del Sud |                      |
| An Cailín Ciúin                              | Colm Bairéad                                                    | Colm Bairéad and Cleona Ní Chrualaoí | Irlanda |                      |